# Refrão de Bolero (canção)
Refrão de Bolero é a terceira faixa do álbum de estúdio A Revolta dos Dândis da banda de rock brasileira Engenheiros do Hawaii. Ela tem uma duração de quatro minutos e trinta e cinco segundos.

## História
A canção foi escrita pelo vocalista Humberto Gessinger, num estilo de balada que retrata a insatisfação do eu lírico a respeito às suas próprias ações em relação à sua amada, Ana. Tal sofrimento melancólico é expressado em seu refrão: "Ana, teus lábios são labirintos, Ana", junto de uma declaração sofrida que carrega arrependimento, mágoa, reflexão sobre si e um sentimento de amargura por sua sinceridade exacerbada por ser a causadora de toda a situação. Por causa disto, o termo "bolero" tem seu encaixe perfeito porque coloca-se numa situação tão danosa e melancólica ao eu lírico a ponto de não conseguir segurar suas emoções — num sentido figurativo, em referência ao ritmo cubano do bolero devido ao seu lento desenvolvimento da música, de sua longa duração e da temática romântica.  
A musa inspiradora da música, Ana, pode ser interpretada de duas formas: como uma garota que realmente existiu e que Humberto realmente teve interesse, ou apenas uma figura ilustrativa para dar vida à canção. Algumas de suas entrevistas enquanto membro dos Engenheiros em apresentações de programas da televisão aberta da década de 90 como Programa Livre abordavam, sempre que a pergunta vinha à tona, uma das duas versões. Portanto, não sabe-se até hoje a existência (ou não existência) desta mulher.

## Reconhecimento
À época de seu lançamento, Refrão de Bolero não obteve tanto sucesso nas rádios em comparação às músicas "Infinita Highway", "A Revolta dos Dândis I", faixa com nome homônimo ao do álbum, e "Terra de Gigantes". A faixa obteve certo sucesso após certo tempo graças à versão Acústica da MTV, gravada em novembro de 2004 para a MTV Brasil. Atualmente, é uma das músicas mais reproduzidas por Gessinger em alguns de seus shows como cantor solo após o encerramento da banda em 2008.

## Créditos
- Humberto Gessinger - letra, vocal e guitarra
- Augusto Licks - linhas de baixo
- Carlos Maltz - bateria